# Карачун, Владимир Григорьевич
Владимир Григорьевич Карачун (бел. Уладзімір Рыгоравіч Карачун; 1914—1998) — подполковник Советской Армии, участник Великой Отечественной войны, Герой Советского Союза (1946).

## Биография
Владимир Карачун родился 1 (по новому стилю — 14) марта 1914 года в деревне Кухтичи (ныне — Узденский район Минской области Белоруссии). В 1933 году он окончил Минский транспортно-экономический техникум, после чего работал инспектором нархозучёта Чаусского райисполкома Могилёвской области Белорусской ССР. В 1936 году Карачун был призван на службу в Рабоче-крестьянскую Красную Армию. В 1939 году он окончил Сталинградское военное авиационное училище лётчиков. Участвовал в польском походе РККА. С апреля 1943 года — на фронтах Великой Отечественной войны. Принимал участие в боях на Кубани, освобождении Украинской ССР и Крыма, Прибалтики, ликвидации курляндской группировки немецких войск.
К концу войны капитан Владимир Карачун командовал эскадрильей 947-го штурмового авиаполка 289-й штурмовой авиадивизии 15-й воздушной армии. За время своего участия в боях он совершил 133 боевых вылета на разведку, штурмовку и бомбардировку скоплений боевой техники и живой силы противника, его военных объектов. В результате его действий было уничтожено 27 танков, 112 автомашин, 17 миномётов, 19 вагонов, 3 самолёта на аэродромах, 2 паровоза, 7 цистерн с топливом. Принял участие в 17 воздушных боях, сбив 2 самолёта противника.
Указом Президиума Верховного Совета СССР от 15 мая 1946 года за «образцовое выполнение заданий командования и проявленные при этом мужество и героизм» капитан Владимир Карачун был удостоен высокого звания Героя Советского Союза с вручением ордена Ленина и медали «Золотая Звезда» за номером 6650.
После окончания войны Карачун продолжил службу в Советской Армии. В 1949 году он окончил Высшие офицерские лётно-тактические курсы. В 1957 году в звании подполковника он был уволен в запас. Проживал в Мелитополе. 
Скончался 25 июня 1998 года, похоронен в Мелитополе.

## Награды и звания
Награждён пятью орденами Красного Знамени, орденом Александра Невского, двумя орденами Отечественной войны I степени, орденом Красной Звезды, рядом медалей.

## Память
- На здании аэроклуба, где ранее располагалась Мелитопольская авиационная школа, в которой обучался Герой, 17 августа 2013 года установлена мемориальная доска[2][3].